# Die Registratur

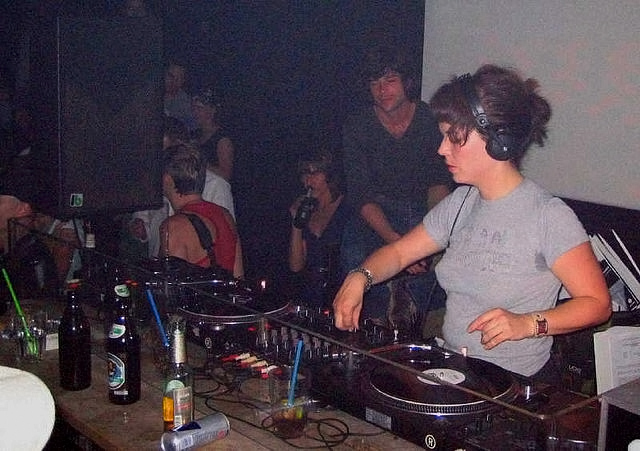
Acid Maria in der Registratur (2005)

Die Registratur war in den 2000er und 2010er Jahren ein bekannter Techno-Club im Münchner Stadtbezirk Altstadt-Lehel.

## Geschichte und Veranstaltungsort

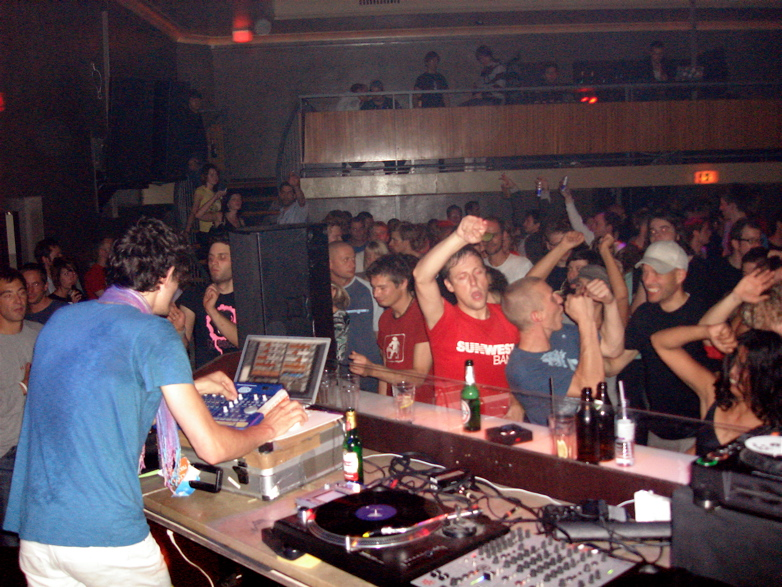
Apparat in der Registratur (2007). Im oberen Teil des Bilds sieht man den frei zugänglichen Balkon, der sich fast um den gesamten Hauptraum mit der Tanzfläche zog und ein Charakteristikum des Clubs war.

### Die Registratur (2003–2009)
Die Registratur, kurz auch als Regi oder alte Registratur bekannt, eröffnete im Jahr 2003 in der namensgebenden Registrierstelle der eingehenden Briefe der Postverwaltung im ehemaligen zentralen Verwaltungsgebäude der Stadtwerke München in der Blumenstraße 28. Bevor der Club einzog, waren die denkmalgeschützten Amtsstuben schon an Künstler, Designer, Regisseure, Musiker, diverse Start-ups und Kulturprojekte sowie den Club Funky Kitchen vermietet worden. Der weitläufige Club bestand aus zwei Floors, mehreren Bars, einer Bühne und einem Treppenhaus. Der große Tanzsaal bestand aus zwei Ebenen, so dass man von einer Galerie aus die Tanzenden auf der Haupttanzfläche beobachten konnte. Daneben gab es noch einen zweiteren intimeren Tanzraum, der das Sekretariat genannt wurde.
Die Atmosphäre des Clubs war durch die staubigen alten Amtsstuben geprägt, die den Charme einer Off-Location hatten. So wurde dem großen Saal mit den alten Theken und der Uhr an der Wand ein „60er Jahre Speisesaal-Flair“ zugeschrieben, wobei die Holzverkleidung des Balkons „die Schmerzgrenze soweit hinter sich lässt, dass sie schon wieder kultig ist“. Betreiber des Clubs war der amerikanische Architekt und Schlagzeuger David Blake Walker.
Musikalisch legten in der Registratur meist international bekannte Techno- und House-DJs wie DJ Hell, Monika Kruse, Carl Craig, Kevin Saunderson, Theo Parrish Moodymann, Josh Wink, Marco Carola, James Holden, Baby Ford, Funk D’Void, LTJ Bukem, Luciano, Bomb the Bass, Peter Kruder, Ellen Allien, Roland Appel, Jennifer Cardini, Henrik Schwarz, Dixon, Hans Nieswandt, Reinhard Voigt, Boys Noize, Solomun, Tiefschwarz, Mr. Oizo, Apparat,  Richard Bartz, Acid Maria oder DJ Koze sowie zahlreiche Acts der Münchner Label International Deejay Gigolos, Compost Records, Gomma, Stock5 und Erkrankung durch Musique auf. Der Club öffnete sich aber auch für die Auftritte von Künstlern aus anderen Genres wie Major Lazer, Grandmaster Flash, Mark E. Smith, Jazzanova oder CocoRosie, die hier ihr erstes größeres Konzert absolvierten.
Bekannte wiederkehrende Veranstaltungen in der Registratur waren die Rocktronic-Abende und die Zombocombo-Events, welche elektronische Musik, Film, Bühnenbild, Showeinlagen und Aktivitäten, die im Gegensatz zur üblichen Einzelinszenierung des DJs auf einer Kanzel ein verbindendes Gemeinschaftserlebnis der Gäste erzeugen sollten, verbanden. DJ Hell veranstaltete in der Registratur regelmäßig seine bekannten Bavarian Gigolo Nights, die er hier im April 2004 zum ersten Mal durchführte. Im September 2009 war die Stadt dann unerwartet mit „The party's over?“-Postern plakatiert und die alte Registratur musste wegen der anstehenden Großsanierung des Gebäudes zwecks Weiterverkaufs schließen.

### Die Registratur Bar (2014–2017)
Im November 2014 wiedereröffnete die Registratur in der Müllerstraße 42, diesmal allerdings nicht als Großraumclub, sondern als kleinere „Bar mit Tanzfläche“, wobei sich die Bar im Erdgeschoss und der etwa 140 m² große Tanzraum im Keller befand. Musikalisch stand weiterhin vorwiegend Techno und House auf dem Programm. Im Gegensatz zum verstaubten 60er-Jahre Charme der alten Registratur zeichnete sich die Registratur Bar durch eine elegantere Innengestaltung aus. Am neuen Standort gab es bald Probleme mit den Nachbarn wegen der Lautstärke. Die langjährigen juristischen Auseinandersetzungen mit den Nachbarn waren schließlich der Grund, weshalb die Registratur Bar im Januar 2017 schließen musste. Der Club eröffnete ein Berufungsverfahren gegen seine Schließung und durfte während dieser Zeit ab März 2017 noch einmal öffnen, musste aber bald darauf endgültig schließen. Im Oktober 2017 zog eine Bar namens Perlwerk in die ehemaligen Räumlichkeiten der Registratur Bar.

## Rezeption
Die Registratur war einer der bekanntesten Münchner Clubs der 2000er und 2010er Jahre mit regelmäßiger Berichterstattung in überregionalen und deutschlandweiten Medien. Die Leser des britischen Magazins Resident Advisor wählten den Club im Jahr 2008 zu den weltweiten Top 100 Clubs. Die Leser des Magazins De:Bug wählten den Club im Jahr 2005 zu den Top 20 Clubs.  Im Resident Advisor Ranking wurden sowohl  Die Registratur wie auch ihr Nachfolger Die Registratur Bar auch noch Jahre nach ihrer Schließung zu den populärsten Clubs Münchens gezählt. Das Berliner Magazin Tonspion wählte in seiner Jahresbestenliste als besten Musikmoment des Jahres 2009: „Als Schlachthofbronx in der Münchner Registratur das DJ-Pult von Major Lazer/Diplo übernommen haben und der Laden förmlich explodierte. Da hat nicht nur der Mann aus Philadelphia gestaunt.“

## Ausstellungen
- 2012–2013: Memorabilia aus der alten Registratur wie die Plattenspieler und die Discokugel waren von November 2012 bis Mai 2013 Teil der Dauerausstellung  Typisch München! des Münchner Stadtmuseums.[31]
- 2021–2022: Erinnerungsstücke aus der Registratur werden von Juli 2021 bis Mai 2022 im Rahmen der Ausstellung Nachts. Clubkultur in München im Münchner Stadtmuseum gezeigt.[32][33]